# 薩帕雷沃冰川
62°53′48″S 62°23′20″W / 62.89667°S 62.38889°W

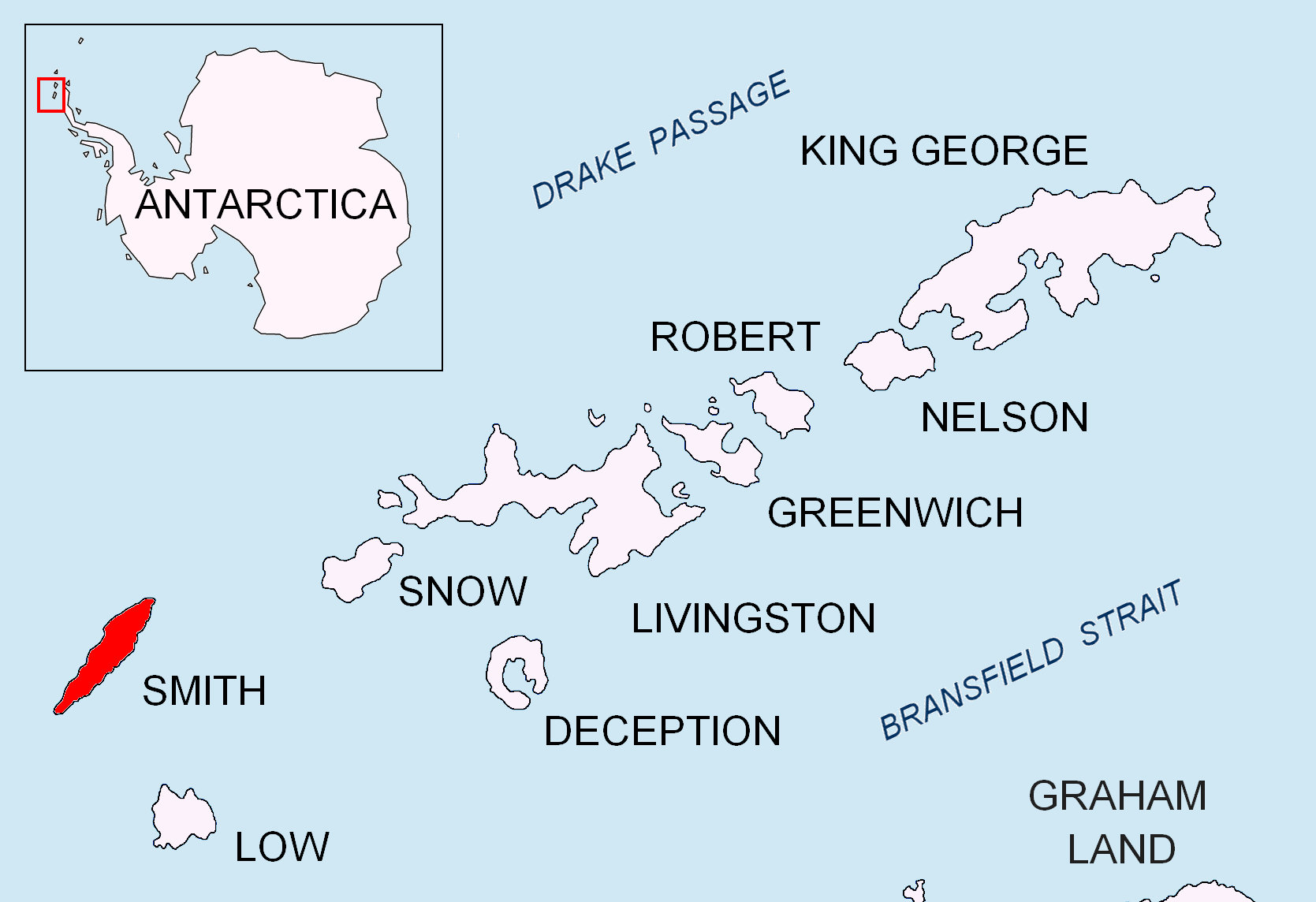

薩帕雷沃冰川是南極洲的冰川，位於南設得蘭群島的史密斯島，流經伊梅昂山脈西北坡，最終注入德雷克海峽，該冰川以保加利亞西南部的鄉鎮命名。

## 外部連結
- SCAR Composite Antarctic Gazetteer（页面存档备份，存于）